# Villa Gregoria Matorras
Villa Gregoria Matorras es una localidad del Gran Buenos Aires, Argentina. Pertenece al partido de General San Martín. Hasta 1952 se llamaba Villa Ader.

## Geografía

### Ubicación
Según la ordenanza municipal 13003/2024, sus límites son: al norte Av 25 Amancio Alcorta, al este calle 100 Entre Ríos, al sur calle 41 Bahía Blanca/Italia y al oeste calle 134 Falucho.

### Población
Contaba con 15,938 habitantes (Indec, 2001), situándose como la 11.ª localidad del partido.

### Sitios de Interés
- Club Social Charlone
- Club Unión De Buchardo
- Club Florentino Ameghino

No posee plazas o parques públicos

### Sismicidad
La región responde a la «subfalla del río Paraná», y a la «subfalla del río de la Plata», con sismicidad baja; y su última expresión se produjo el 5 de junio de 1888 (137 años), a las 3.20 UTC-3, con una magnitud aproximadamente de 5,0 en la escala de Richter (terremoto del Río de la Plata de 1888).

### Clima
| Parámetros climáticos promedio de Villa Gregoria Matorras, BA | Parámetros climáticos promedio de Villa Gregoria Matorras, BA | Parámetros climáticos promedio de Villa Gregoria Matorras, BA | Parámetros climáticos promedio de Villa Gregoria Matorras, BA | Parámetros climáticos promedio de Villa Gregoria Matorras, BA | Parámetros climáticos promedio de Villa Gregoria Matorras, BA | Parámetros climáticos promedio de Villa Gregoria Matorras, BA | Parámetros climáticos promedio de Villa Gregoria Matorras, BA | Parámetros climáticos promedio de Villa Gregoria Matorras, BA | Parámetros climáticos promedio de Villa Gregoria Matorras, BA | Parámetros climáticos promedio de Villa Gregoria Matorras, BA | Parámetros climáticos promedio de Villa Gregoria Matorras, BA | Parámetros climáticos promedio de Villa Gregoria Matorras, BA | Parámetros climáticos promedio de Villa Gregoria Matorras, BA |
| Mes                                                           | Ene.                                                          | Feb.                                                          | Mar.                                                          | Abr.                                                          | May.                                                          | Jun.                                                          | Jul.                                                          | Ago.                                                          | Sep.                                                          | Oct.                                                          | Nov.                                                          | Dic.                                                          | Anual                                                         |
| ------------------------------------------------------------- | ------------------------------------------------------------- | ------------------------------------------------------------- | ------------------------------------------------------------- | ------------------------------------------------------------- | ------------------------------------------------------------- | ------------------------------------------------------------- | ------------------------------------------------------------- | ------------------------------------------------------------- | ------------------------------------------------------------- | ------------------------------------------------------------- | ------------------------------------------------------------- | ------------------------------------------------------------- | ------------------------------------------------------------- |
| Temp. máx. abs. (°C)                                          | 39.7                                                          | 39.3                                                          | 37.5                                                          | 35.8                                                          | 30.4                                                          | 27.6                                                          | 27.8                                                          | 34.2                                                          | 34.3                                                          | 34.7                                                          | 36.0                                                          | 38.1                                                          | 39.7                                                          |
| Temp. máx. media (°C)                                         | 29.5                                                          | 28.7                                                          | 25.4                                                          | 22.3                                                          | 19.9                                                          | 16.3                                                          | 14.6                                                          | 15.1                                                          | 18.8                                                          | 22.7                                                          | 24.9                                                          | 27.0                                                          | 29.5                                                          |
| Temp. media (°C)                                              | 23.6                                                          | 23.0                                                          | 19.9                                                          | 16.9                                                          | 14.4                                                          | 10.8                                                          | 9.6                                                           | 10.5                                                          | 13.6                                                          | 16.6                                                          | 19.2                                                          | 21.4                                                          | 16.6                                                          |
| Temp. mín. media (°C)                                         | 17.8                                                          | 17.4                                                          | 14.5                                                          | 11.6                                                          | 8.9                                                           | 5.3                                                           | 4.7                                                           | 6.0                                                           | 8.5                                                           | 10.6                                                          | 13.6                                                          | 15.9                                                          | 11.2                                                          |
| Temp. mín. abs. (°C)                                          | 4.6                                                           | 1.9                                                           | -1.7                                                          | -4.8                                                          | -4.9                                                          | -6.3                                                          | -7.2                                                          | -5.4                                                          | -4.5                                                          | -3.9                                                          | -0.3                                                          | 1.8                                                           | -7.2                                                          |
| Precipitación total (mm)                                      | 120.1                                                         | 119.0                                                         | 140.5                                                         | 100.4                                                         | 74.8                                                          | 69.6                                                          | 68.9                                                          | 70.3                                                          | 70.7                                                          | 117.2                                                         | 109.0                                                         | 111.3                                                         | 1171.8                                                        |
| Nevadas (cm)                                                  | 0                                                             | 0                                                             | 0                                                             | 0                                                             | 0                                                             | 0                                                             | 0                                                             | 0                                                             | 0                                                             | 0                                                             | 0                                                             | 0                                                             | 0                                                             |
| Días de precipitaciones (≥ )                                  | 10                                                            | 10                                                            | 9                                                             | 9                                                             | 8                                                             | 6                                                             | 5                                                             | 7                                                             | 8                                                             | 9                                                             | 10                                                            | 10                                                            | 101                                                           |
| Días de nevadas (≥ 0)                                         | 0                                                             | 0                                                             | 0                                                             | 0                                                             | 0                                                             | 0                                                             | 0                                                             | 0                                                             | 0                                                             | 0                                                             | 0                                                             | 0                                                             | 0                                                             |
| Horas de sol                                                  | 270                                                           | 240                                                           | 190                                                           | 175                                                           | 170                                                           | 135                                                           | 140                                                           | 175                                                           | 180                                                           | 215                                                           | 255                                                           | 260                                                           | 2405                                                          |
| Humedad relativa (%)                                          | 68                                                            | 67                                                            | 89                                                            | 83                                                            | 78                                                            | 75                                                            | 80                                                            | 81                                                            | 80                                                            | 79                                                            | 72                                                            | 70                                                            | 76.8                                                          |
| Fuente: Servicio Meteorológico Nacional Argentino             |                                                               |                                                               |                                                               |                                                               |                                                               |                                                               |                                                               |                                                               |                                                               |                                                               |                                                               |                                                               |                                                               |

La Defensa Civil municipal debe advertir sobre escuchar y obedecer acerca de 
Área de
- Tormentas severas periódicas
- Baja sismicidad, con silencio sísmico de 137 años